# Bon Preu Group
Bon Preu Group er en spansk dagligvarekoncern med over 220 butikker i Catalonien og hovedkvarter i Les Masies de Voltregà, Osona. Den blev etableret i 1974 af brødrene Joan Font Fabregó og Josep Font Fabregó og med den første butik i Manlleu.